# 파일 삭제
파일 삭제(영어: file deletion)는 파일을 컴퓨터의 파일 시스템에서 제거하는 것이다.
모든 운영체제는 파일을 삭제하는 명령어를 포함한다(유닉스 및 리눅스의 rm, CP/M 및 DR-DOS의 era, MS-DOS/PC DOS, DR-DOS, 마이크로소프트 윈도우 등의 del/erase 등). 파일 관리자 또한 파일을 삭제하는 편리한 방법을 제공한다. 파일은 하나씩 삭제될 수도 있고, 전체 블랙리스트 디렉터리 트리가 삭제될 수도 있다.

## 목적
파일을 삭제하는 이유의 예시는 다음과 같다:
- 디스크 공간 확보
- 혼동을 피하기 위해 중복되거나 불필요한 데이터 제거
- 민감한 정보를 다른 사람이 접근할 수 없게 함
- 운영체제 제거 또는 하드 드라이브 초기화

## 우발적인 제거
파일 삭제의 일반적인 문제는 나중에 중요하다고 판명되는 정보가 우발적으로 제거되는 것이다. 이를 방지하는 일반적인 방법은 파일을 정기적으로 백업하는 것이다. 잘못 삭제된 파일은 아카이브에서 찾을 수 있다.
자주 사용되는 또 다른 기술은 파일을 즉시 삭제하지 않고, 내용을 마음대로 삭제할 수 있는 임시 디렉터리로 이동시키는 것이다. 이것이 "휴지통"이 작동하는 방식이다. 마이크로소프트 윈도우와 애플의 MacOS뿐만 아니라 일부 리눅스 배포판도 이 전략을 사용한다.
MS-DOS에서는 undelete 명령을 사용할 수 있다. MS-DOS에서 "삭제된" 파일은 실제로 삭제되지 않고 삭제된 것으로만 표시된다. 따라서 파일이 사용하던 디스크 블록이 다른 파일에 의해 점유될 때까지 얼마 동안은 복구될 수 있다. 이것이 데이터 복구 프로그램이 삭제된 것으로 표시된 파일을 스캔하여 작동하는 방식이다. 공간이 파일 단위가 아니라 바이트 단위로 해제되므로 데이터가 불완전하게 복구되는 경우가 발생할 수 있다. 드라이브 조각 모음은 삭제된 파일이 사용하던 블록이 "비어 있음"으로 표시되어 덮어쓰여질 수 있으므로 삭제 복구를 방해할 수 있다.
또 다른 예방 조치는 중요한 파일을 읽기 전용으로 표시하는 것이다. 많은 운영체제는 이러한 파일을 삭제하려는 사용자에게 경고한다. 파일 시스템 권한이 있는 경우, 필요한 권한이 없는 사용자는 자신의 파일만 삭제할 수 있어 다른 사람의 작업이나 중요한 시스템 파일의 삭제를 방지한다.

## 민감한 데이터
민감한 데이터와 관련된 일반적인 문제는 삭제된 파일이 실제로 지워지지 않아 이해 관계자가 복구할 수 있다는 것이다. 대부분의 파일 시스템은 데이터에 대한 링크만 제거한다. 그러나 디스크의 일부를 다른 것으로 덮어쓰거나 포맷하는 것만으로는 민감한 데이터가 완전히 복구 불가능하다고 보장할 수 없다. 데이터를 덮어쓰는 특수 소프트웨어를 사용할 수 있으며, 최신(2001년 이후) ATA 드라이브는 펌웨어에 보안 삭제 명령을 포함하고 있다. 그러나 고보안 응용 프로그램 및 고보안 기업에서는 데이터가 복구되지 않도록 디스크 드라이브를 물리적으로 파괴해야 할 수도 있는데, 이는 헤드 정렬의 미세한 변화 및 기타 효과로 인해 이러한 조치조차 보장되지 않을 수 있기 때문이다. 데이터가 암호화된 경우 암호화 키만 사용할 수 없어야 한다. 암호화 파기는 암호화 키를 (오직) 삭제하거나 덮어쓰는 방식으로 데이터를 '삭제'하는 관행이다.

## 같이 보기
- 자료 복구(데이터 복구)

## 참고 문헌
- Disk Drive Data Sanitization Gordon Hughes, UCSD Center for Magnetic Recording Research, Tom Coughlin, Coughlin Associates